# Hanns Klemm
Hanns Klemm (* 4. April 1885 in Stuttgart; † 30. April 1961 in Fischbachau) war ein deutscher Ingenieur und Unternehmer. Er war einer der bekanntesten deutschen Flugzeugkonstrukteure.

## Werdegang
Nach Abschluss der Schule studierte Hanns Klemm an der Technischen Hochschule Stuttgart zunächst Bauingenieurwesen. Während seiner Studienzeit wurde er 1903 Mitglied der Burschenschaft Ghibellinia Stuttgart. Nach seiner Diplomprüfung 1907 war er zwei Jahre bei den Württembergischen Staatsbahnen tätig, wo er mit dem neuartigen Beton-Monierbau vertraut wurde, der auch weiter seinen Weg bestimmte. Ab 1909 war er Assistent am Lehrstuhl für Brücken-, Tunnel- und Grundbau an seiner Hochschule, wo er 1911 zum Regierungsbaumeister ernannt wurde.
1914 meldete er sich freiwillig zum Militärdienst, wurde aber bereits ein Jahr später wegen Krankheit wieder entlassen. Bei der Kaiserlichen Werft in Danzig konnte er sich wieder mit seinem Lieblingsgebiet, dem Stahlbeton- und Stahlhochbau befassen. Erst im April 1917 kam er mit der Fliegerei in Berührung, als er sich auf ein Inserat hin als Statiker und Eisenkonstrukteur bei der Luftschiffbau Zeppelin GmbH in Friedrichshafen bewarb und als Leiter der Versuchsabteilung in Seemoos unter Claude Dornier eingestellt wurde. Dort lernte er den Flugzeugbau mit dem alleinigen Baustoff Metall richtig kennen. Doch bereits im Herbst des Jahres wechselte er aufgrund eines Angebots seines Bundesbruders Ernst Heinkel zu dessen Hansa-Brandenburg-Flugzeugwerken in Briest, wo er als leitender Statiker auch Erfahrungen mit der Gemischtbauweise sammeln konnte. Als bodenständiger Schwabe nahm er aber gerne eine Möglichkeit wahr, wieder zurück nach Stuttgart zu kommen. Vom April 1918 an war er als leitender Konstrukteur beim Daimler-Flugzeugbau in Sindelfingen tätig, wo nach seinen Vorstellungen gleich ein Hochleistungs-Jagdflugzeug, die Daimler L 11 entstand und kurz danach der Aufklärer Daimler L 14, beides Hochdecker. Erst in diesen seinen beiden letzten Stellungen war er auch mit Holz als Baustoff in engere Berührung gekommen. Daraus entstand aber seine große Liebe zu diesem aus seiner Sicht so viele Vorteile aufweisenden Material, die ganz wesentlich seinen weiteren Weg prägte.
Doch zunächst hatte er nach dem Ende des Kriegs die Aufgabe zu erfüllen, das Flugzeugwerk in eine Entwicklungs- und Fertigungsstätte für neuartige Autokarosserien umzuwandeln. In dieser Zeit entstand bei ihm die Vorstellung von der Art von Flugzeugen, die seinen Namen später weltbekannt machen sollten. Fliegen sollte mit einem Leichtflugzeug betrieben werden, dessen Baustoff Holz sein sollte. Leicht, von hoher Festigkeit bei geringem Gewicht und einfach und ohne große Vorrichtungen zu verarbeiten. Ein solches Flugzeug, aerodynamisch hochwertig mit geringer Masse und niedriger Flächenbelastung, für das auch ein Motor mit schwacher Leistung ausreichte, war sein Ziel. Dieses verfolgte er vorerst noch unter dem Dach von Daimler, unter welcher Bezeichnung seine ersten Entwürfe bis hin zur Daimler L 20 auch erschienen.

## Klemms Flugzeuge
Klemms Erstling, die Daimler L15, in Fortsetzung der Zählweise seiner beiden vorangegangenen Militärflugzeugkonstruktionen so bezeichnet, war ein Leichtflugzeug mit einem nur 7,5 PS (5,5 kW) starken Indian-Motorradmotor. Im Frühjahr 1919 gab es jedoch bereits beim Rollen Bruch. Neu aufgebaut, zunächst als Segelflugzeug erprobt und schließlich mit einem 12 PS (8,8 kW) Harley-Davidson-Motor ausgestattet, machte sein neuer Mitarbeiter, Martin Schrenk, damit aufsehenerregende Flüge. Unter anderem nahm die L 15, diesmal auf Schwimmern, 1924 an der „Bodensee Flugwoche“ teil. Er brachte Klemm dazu, anstelle des wohlabgerundeten Rumpfes der L 15 beim nächsten Entwurf, der L 20 (immer noch als Daimlerflugzeug), einen nun einfach zu bauenden vierkantigen Rumpf vorzusehen. Dieses Flugzeug, von dem mehr als 100 Stück gebaut wurden, war mit einem nur 20 PS (15 kW) starken Motor aus dem eigenen Haus, einer Konstruktion von Ferdinand Porsche versehen und ging bald in alle Welt.
1926 machte sich Klemm dann selbstständig und gründete die Leichtflugzeugbau Klemm GmbH in Böblingen. Mit einer L 20 machte Freiherr Friedrich-Karl von König-Warthausen 1928/1929 eine spektakuläre Reise rund um die Welt, von der er in zwei Büchern berichtete. Der Flug brachte ihm den Hindenburg-Pokal 1928 ein, die höchste deutsche Auszeichnung für fliegerische Leistungen. Dieselbe Auszeichnung erhielt vier Jahre später auch Elly Beinhorn, nachdem sie mit einer Klemm Kl 26 mit Argusmotor um die Welt geflogen war. Die Flugschule, die der Firma angeschlossen war, brachte viele später sehr bekannt gewordene Flieger hervor.
Aus der L 20 entstand, jetzt aber schon unter der Leitung des Nachfolgers von Schrenk, Robert Lusser, dann sein wohl bekanntestes Flugzeug, die Klemm L 25, die später in Kl 25 umbenannt wurde. Sie brachte es bereits auf über 600 Stück, wobei nicht weniger als 14 verschiedene Motorentypen eingebaut sein konnten. Lizenzen wurden nach Großbritannien und in die USA vergeben. Es folgten dann die Kabinenreiseflugzeuge Klemm Kl 31 und Klemm Kl 32. Lussers Nachfolger wurde Friedrich Fecher, der die vom Technischen Amt des Reichsluftfahrtministeriums (RLM) bevorzugte Gemischtbauweise mitbrachte und für die Klemm Kl 35 zuständig war. Mit diesem Flugzeug musste Hanns Klemm einen Rückschlag hinnehmen, weil die V 1 in Rechlin mit Flügelbruch abstürzte, der zwar mit Materialfehler erklärt wurde, in Wirklichkeit aber wohl auf Überbeanspruchung zurückzuführen war. Nachrechnungen und Festigkeitsversuche ergaben, dass die Vorschriften einwandfrei erfüllt waren. Die Fertigung konnte somit beginnen. Das Flugzeug wurde daraufhin in großer Stückzahl sowohl im Stammwerk, als auch bei Fieseler und später bei der tschechischen Firma Zlín für die Luftwaffe gebaut. Auch die für den Europa-Rundflug 1934 entworfene Klemm Kl 36 war Fechers Werk. 1934 ging er allerdings als leitender Konstrukteur in das auf Verlangen des RLM eingerichtete neue Klemm-Zweigwerk nach Halle, wohin er den Entwurf für das zweimotorige Reiseflugzeug Klemm Kl 104 mitnahm. Nach Umbenennung des Werkes in Flugzeugwerk Halle (später Siebel Flugzeugwerke) wurde daraus die Fh 104.
Die Nachfolge Fechers in Böblingen trat Carl Bucher an, der von den Bayerischen Flugzeugwerken in Augsburg kam. Er war zuständig für alle noch während des Krieges entstandenen Klemmflugzeuge wie Klemm Kl 105, Klemm Kl 106 und Klemm Kl 107 sowie für die Klemm Kl 151 und Klemm Kl 152. In der Zeit ab 1936 entwickelte Klemm eine neuartige Fertigungsweise in Holz, die er Klemm-Teilschalenbauweise nannte. Über die dabei erarbeiteten Klebeverfahren konnte er im Jahr 1937 an der TH Stuttgart promovieren. Zum 1. Mai 1933 war Klemm in die NSDAP eingetreten (Mitgliedsnummer 3.243.186).

## Nachkriegszeit
Nach dem Ende des Zweiten Weltkrieges lebte Hanns Klemm zunächst von der Verwertung seiner Leimpatente. Im Sommer 1952 wurde bei einem Gespräch zwischen Hanns Klemm, seinem Sohn Hannsjürgen und anderen ehemaligen Angehörigen der Firma Leichtflugzeugbau Klemm die Frage behandelt, ob, nach der in naher Zukunft zu erwartenden Aufhebung des allgemeinen Flugzeugbauverbots, der Klemm-Flugzeugbau wieder ins Leben gerufen werden sollte. Klemm erklärte sich wegen seines schlechten Gesamtzustands zu einer aktiven Mitwirkung nicht mehr bereit. Der Plan wurde aber weiter verfolgt und so nahm Mitte 1954 die Gruppe um Hannsjürgen Klemm Gespräche mit Ludwig Bölkow und Wolf Hirth auf. Im Oktober kam ein Vorvertrag zur Errichtung einer Arbeitsgemeinschaft zustande. 1955 begann die Überarbeitung der über den Zusammenbruch geretteten Pläne der Kl 107 bei Bölkow durch den wieder hinzugekommenen Carl Bucher. Der in Nabern gebaute Prototyp der Kl 107 A flog erstmals im Sommer 1956 mit Karl Voy am Steuer. Für ihren Vertrieb wurde am 18. Oktober 1957 die Klemm-Flugzeuge GmbH durch die Klemm GmbH und die Bölkow KG gegründet. Zwei Jahre später, am 30. April 1959, übernahm Bölkow die Klemm-Anteile, so dass Produktion und Vertrieb von da an ausschließlich bei der Bölkow gehörenden Apparatebau Nabern GmbH lagen. Die Klemm-Flugzeuge GmbH wurde anschließend aufgelöst. Mit dem Nachfolgemuster der Kl 107, Ausführung C, der daraus abgeleiteten Bölkow 207, verschwand der Name Klemm endgültig aus dem Verzeichnis der Neuzulassungen. Hanns Klemm war für seine Verdienste von der Stadt Böblingen bereits 1955 zum Ehrenbürger gewählt worden. Er starb 1961 nach einem erfüllten Leben und wurde in Fischbachau begraben.